# Floresta Velha
No universo ficcional de Terra Média criado por J. R. R. Tolkien, a Floresta Velha era uma floresta antiga e intimidadora localizada logo além das fronteiras orientais do Condado. Sua primeira e principal aparição impressa foi no capítulo de 1954 de A Sociedade do Anel intitulado "A Floresta Velha". Os hobbits do Condado consideravam a floresta hostil e perigosa; os mais próximos, os Buqueiros, plantaram uma grande cerca para delimitá-la e desmataram uma faixa de terra ao lado dela. Um espírito maligno das árvores, Velho Salgueiro-homem, crescia às margens do rio Withywindle, no centro da floresta, controlando grande parte dela, embora Tom Bombadil governasse a floresta.
A estudiosa Verlyn Flieger [en] observou que a hostilidade da Floresta Velha e do Velho Salgueiro-homem contradiz a postura protetora de Tolkien em relação à natureza selvagem. Especialistas discutiram o simbolismo da Floresta Velha, comparando-a à "Velha Inglaterra" e, dado que o protagonista Frodo Bolseiro a chama de "terra sombria", à Morte.

## Papel ficcional

### Visão geral

Esboço do mapa do Condado, com a Floresta Velha à direita. O rio da floresta, o Withywindle, deságua no rio Brandywine.

A Floresta Velha ficava perto do centro de Eriador, uma grande região no noroeste da Terra Média. Era um dos poucos sobreviventes das florestas primordiais que cobriam grande parte de Eriador antes da Segunda Era. De fato, outrora fora apenas a borda norte de uma imensa floresta que se estendia até a floresta de Fangorn, a centenas de quilômetros a sudeste.
A área da Floresta Velha era o domínio de três espíritos da natureza: Tom Bombadil, Fruta d'Ouro e Velho Salgueiro-homem. Os poderes desses seres certamente contribuíram para sua sobrevivência enquanto outras florestas eram destruídas.
O Velho Salgueiro-homem, junto com a criatura tumular e o próprio Tom Bombadil, apareceu pela primeira vez no poema narrativo de Tolkien As Aventuras de Tom Bombadil, onde o Velho Salgueiro-homem prendeu brevemente o próprio Bombadil. O Salgueiro é retratado como uma árvore senciente e maligna com poderes como hipnose e a capacidade de mover suas raízes e tronco. Alguns personagens da história especulam que ele poderia estar relacionado aos Ents ou possivelmente aos Huorns. No entanto, ao contrário de Ents ou Huorns, ele é descrito mais como uma árvore, com raízes fixas no solo e sem a capacidade de se deslocar. Tom Bombadil tinha poder sobre o Velho Salgueiro-homem e controlava o mal tanto quanto podia ou desejava.
Segundo Tom Bombadil, no amanhecer dos tempos, muito antes do Despertar dos Elfos, as árvores eram os únicos habitantes de vastas extensões do mundo. Como os Elfos despertaram no extremo leste, passou-se um tempo considerável antes que outros seres se espalhassem pelas vastas florestas primevas do oeste da Terra Média. Algumas árvores sobreviveram desde essa época até os dias atuais, furiosas com a invasão de Elfos e Homens e seu domínio sobre a terra; árvores que lembram com amargura um tempo em que eram como Senhores de vastas regiões do mundo. Bombadil relata que, entre as árvores corrompidas da Floresta Velha, "nenhuma era mais perigosa que o Grande Salgueiro; seu coração estava podre, mas sua força era verde; ele era astuto, mestre dos ventos, e sua canção e pensamento corriam pelos bosques em ambas as margens do rio. Seu espírito cinzento e sedento extraía poder da terra e se espalhava como finos fios de raízes no solo e dedos invisíveis de galhos no ar, até ter sob seu domínio quase todas as árvores da Floresta, da Cerca até as Colinas."
Na Primeira Era, Tom Bombadil "estava aqui antes do rio e das árvores". Na Primavera de Arda, as plantas emergem, possivelmente incluindo o Velho Salgueiro-homem. Nos Anos das Árvores, os Elfos contornaram a floresta em sua migração primeva para Beleriand e o Oeste; eles foram observados por Bombadil.
Quando Sauron foi derrotado e expulso de Eriador, a maioria de suas florestas antigas já havia sido destruída, deixando remanescentes como a Floresta Velha (outros vestígios incluíam o Bosque do Fim em Condado, Chetwood na terra de Bree e Eryn Vorn em Minhiriath). A Floresta Velha agora era "hostil a criaturas bípedes por causa da memória de muitos ferimentos."

### Geografia, flora e fauna

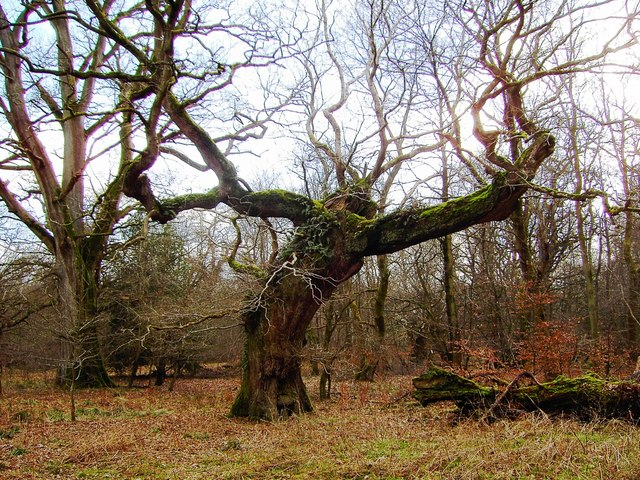
Um velho carvalho na en, Wiltshire, Inglaterra. Os bosques de carvalhos ingleses inspiraram a Floresta Velha.

A Floresta Velha tinha cerca de 2.600 km² de área. Era limitada a leste pelas Colinas Tumulares, uma área montanhosa pontilhada com antigos túmulos, onde o grupo de Frodo encontrou a criatura tumular. Ao norte, alcançava a Grande Estrada Leste, e a oeste e sul, aproximava-se do rio Brandywine. O Withywindle, um afluente do Brandywine, atravessava o coração da floresta, cobrindo a maior parte de sua bacia hidrográfica.
A floresta também era uma "área de captação" em outro sentido. A paisagem, árvores e arbustos estavam alinhados de modo que, se estranhos tentassem atravessar a floresta, eram conduzidos ao Withywindle, especialmente às garras do Velho Salgueiro-homem. O vale do Withywindle dentro da Floresta Velha era conhecido como o Vale.
A Floresta Velha era um tipo de floresta hoje descrito como floresta temperada de folhosas e mista. O oeste e o sul da floresta eram dominados por carvalhos, freixos e outras árvores estranhas, geralmente substituídas por pinheiros e abetos ao norte. Faieiras e amieiros eram encontrados aqui e ali na floresta, e salgueiros dominavam ao longo do Withywindle.
Muitas das árvores estavam cobertas de musgo e crescimentos viscosos e felpudos. O sub-bosque era congestionado com arbustos e outras vegetações, incluindo amoras silvestres. Uma variedade de plantas crescia nas clareiras ocasionais da floresta: grama, cicutas, salsa-dos-bosques, erva-de-fogo, urtigas e cardos [en].

### Hobbits e a Floresta Velha
Em uma de suas cartas, Tolkien explicou que "a Floresta Velha era hostil a criaturas bípedes por causa da memória de muitos ferimentos." Quando Gorhendad Velhobuque e seu clã de Hobbits se estabeleceram em Terra dos Buques, começaram a invadir a Floresta Velha, despertando novamente a hostilidade que havia sido inicialmente provocada na Segunda Era. Os colonos logo se viram ameaçados pela floresta. Sentiam que as árvores da Floresta Velha estavam, de alguma forma, 'acordadas' e hostis. As árvores balançavam quando não havia vento e sussurravam à noite, e intimidavam os hobbits intrusos, fazendo-os tropeçar, derrubando galhos e conduzindo-os mais fundo na floresta. No coração da Floresta Velha estava o Vale do Withywindle, a raiz de todos os terrores da floresta; podia ser um lugar sombrio, maligno e malévolo.
Os Buqueiros, portanto, plantaram e mantiveram uma grande Cerca (também conhecida como Alta Sebe) ao longo de toda a fronteira leste de Terra dos Buques, que corria exatamente ao longo da borda da floresta. Isso havia ocorrido "muitas gerações" antes da Guerra do Anel.
Com o tempo (mas ainda "muito antes" da Guerra do Anel), os Buqueiros descobriram que a Cerca estava sob "ataque" da floresta. As árvores começaram a se plantar contra a Cerca e a se inclinar sobre ela. Para combater esse ataque, os hobbits desmataram uma faixa estreita de terra do lado de fora da Cerca, derrubando e queimando muitas árvores. Eles desmataram um espaço dentro da floresta; esse espaço mais tarde ficou conhecido como Clareira da Fogueira.
A família governante de Terra dos Buques, os Brandebuques, possuía um portão privado na Cerca, pelo qual ocasionalmente ousavam cruzar o limiar da Floresta Velha. Eles também entravam para manter a faixa desmatada, que ainda existia durante a Guerra do Anel. Pelo menos um não-Brandebuque visitou a Floresta Velha: Fazendeiro Maggot.
O herdeiro dos Brandebuques durante a Guerra do Anel era Merry Brandebuque [en]: um membro da Sociedade do Anel. Ele havia estado na Floresta Velha "várias vezes" e tinha uma chave para o portão. Por conselho de Merry, Frodo Bolseiro (o portador do Um Anel) decidiu tentar atravessar a temida floresta para evitar a perseguição dos Cavaleiros Negros.

### Velho Salgueiro-homem
Velho Salgueiro-homem é um espírito maligno das árvores de grande idade na Floresta Velha de Tom Bombadil, aparecendo fisicamente como um grande salgueiro às margens do rio Withywindle, mas espalhando sua influência por toda a floresta. Ele lança um feitiço sobre os hobbits, prendendo dois deles; eles são resgatados por Tom Bombadil. Bombadil explica que a árvore era totalmente maligna e havia crescido para controlar a maior parte da Floresta Velha. Tolkien fez um desenho do Velho Salgueiro-homem, a partir de uma árvore não podada à beira do rio em Oxford, para apoiar sua escrita. A árvore maligna intrigou os críticos, pois não se alinha com a imagem de Tolkien como um ambientalista "amante das árvores"; outros notaram que, para os cristãos, as árvores também são vistas como afetadas pela Queda do Homem bíblica.

## Análise

### Tornando-se maligno
A estudiosa de Tolkien Verlyn Flieger [en] observou que a Floresta Velha contradiz a postura protetora de Tolkien em relação à natureza selvagem e suas visões positivas sobre árvores em particular. De fato, embora os Hobbits em O Senhor dos Anéis tenham escapado por pouco dos Cavaleiros Negros, o primeiro antagonista real que encontram diretamente é o Velho Salgueiro-homem. Ela também observa que o corte e queima de centenas de árvores ao longo da Cerca pelos Buqueiros não é diferente da destruição causada pelos orcs de Saruman nas florestas ao redor de Orthanc. Ela acrescenta que o Velho Salgueiro-homem aparece inicialmente como "uma árvore predatória" no poema de 1934 "As Aventuras de Tom Bombadil", e que o personagem é desenvolvido em O Senhor dos Anéis, como documentado em O Retorno da Sombra. Em um rascunho inicial de 1938, ela escreve, a árvore "Salgueiro" e o personagem "Velho Homem" ainda não haviam se tornado um único "ser indivisível". Em vez disso, Tolkien escreve sobre "como aquele espírito cinzento, sedento e preso à terra, havia se tornado aprisionado no maior Salgueiro da [Floresta Velha]". Flieger escreve que nesse rascunho e no "Manuscrito B" de 1943, Tolkien liga "uma árvore e um espírito, uma 'mente não encarnada'" que está "aprisionada" em uma árvore individual. Ela comenta que Tolkien resolveu o problema de como um espírito poderia ficar preso dessa forma ao transformá-los em um único ser, ao mesmo tempo uma árvore e um espírito malévolo. Flieger escreve que o Velho Salgueiro-homem é acompanhado na Floresta Velha por "árvores" que fazem o que árvores comuns fazem – "derrubar galhos, erguer raízes", mas que parecem reagir à presença dos hobbits, "dando uma impressão de motivação e intenção que é reforçada pelo agrupamento ameaçador que conduz os hobbits 'para o leste e o sul, para o coração da floresta'", exatamente onde eles não desejam ir.
Tolkien escreveu que todos os habitantes de Eä podem ser corrompidos, e até "as árvores podem 'se tornar más'". Matthew Dickerson [en] observa na Enciclopédia de J. R. R. Tolkien que o Velho Salgueiro-homem é um exemplo claro disso.

### Outros simbolismos
A Floresta Velha de Tolkien foi comparada à "Velha Inglaterra" em The Blanket of the Dark [en] de John Buchan de 1931, onde o protagonista Peter Bohun desaparece nas Midlands inglesas ao redor de Evesham [en]. As West Midlands eram queridas por Tolkien porque a parte materna de sua família, os Suffields, era dessa área.
Tom Shippey [en] propôs que a Floresta Velha contém um simbolismo mais fundamental. Frodo, o protagonista central de O Senhor dos Anéis, descreve a floresta como "a terra sombria"; Shippey, com base no contexto, sugere que a floresta poderia ser uma alusão à Morte.
John Garth [en] escreve que o nome "Floresta Velha" parece simples, mas é "carregado" de significado: "Floresta" deriva do latim medieval forestem silvam, "a madeira externa", por sua vez do latim foris, "fora de portas". Ele interpreta isso como significando floresta não cercada, observando que a Floresta Velha é "muito enfaticamente cercada para fora por uma faixa de terra queimada e uma alta sebe, para deter as árvores aparentemente móveis de invadirem Terra dos Buques".

## Adaptações
A floresta aparece no videogame O Senhor dos Anéis: A Sociedade do Anel. No MMORPG The Lord of the Rings Online, uma missão para coletar lírios para Fruta d'Ouro ao pé do Velho Salgueiro-homem é dada ao jogador por Bombadil, que avisa que a árvore "cantará até você dormir". Junto com a aventura em Cricôncavo, Tom Bombadil e as Colinas Tumulares, a Floresta Velha é omitida da interpretação de Peter Jackson de O Senhor dos Anéis.

### J. R. R. Tokien
1. 1 2 3 4 5 6 7 8 9 10 11 12 13 14  (Tolkien 1954a), livro 1, cap. 6 "A Floresta Velha"
2. ↑  (Tolkien 1954a, livro 2, cap. 2 "O Conselho de Elrond")
3. ↑  As Aventuras de Tom Bombadil, The Oxford Magazine, 15 de fevereiro de 1934
4. 1 2 3 4 5 6 7  (Tolkien 1954a), livro 1, cap. 7 "Na Casa de Tom Bombadil"
5. ↑  (Tolkien 1977), cap. 1 "Do Início dos Dias"
6. ↑  (Tolkien 1980), parte 2, cap. 4. Apêndice D
7. 1 2  (Carpenter 2023, #339 ao editor do The Daily Telegraph, 30 de junho de 1972)
8. ↑  Baseado no mapa desdobrável de "O Oeste da Terra-média" na 1ª edição de Contos Inacabados (capa dura). Este mapa tem uma escala maior que o mapa equivalente em O Senhor dos Anéis.
9. ↑  (Tolkien 2014), Prefácio
10. ↑  (Tolkien 2014), poema 2, verso 1
11. ↑  (Tolkien 2014), poema 2, verso 5
12. 1 2 3 4  (Tolkien 1954a), livro 1, cap. 5 "Uma Conspiração Desmascarada"
13. ↑  (Tolkien 1954a), Prólogo §1
14. ↑  (Carpenter 2023, #212 a Rhona Beare, rascunho não enviado, 1958)

### J. R. R. Tolkien
- Carpenter, Humphrey (2023). The Letters of J. R. R. Tolkien: Revised and Expanded Edition [As Cartas de J. R. R. Tolkien: Edição Revisada e Ampliada]. Nova Iorque: Harper Collins. ISBN 978-0-35-865298-4
- Tolkien, J. R. R. (1954a). The Lord of the Rings: The Fellowship of the Ring [O Senhor dos Anéis: A Sociedade do Anel]. Boston: Houghton Mifflin. OCLC 9552942
- Tolkien, J. R. R. (1977).  Tolkien, Christopher, ed. The Silmarillion [O Silmarillion]. Boston: Houghton Mifflin. ISBN 978-0-395-25730-2
- Tolkien, J. R. R. (1980).  Tolkien, Christopher, ed. Unfinished Tales [Contos Inacabados]. Boston: Houghton Mifflin. ISBN 978-0-395-29917-3
- Tolkien, J. R. R. (2014) [1962]. The Adventures of Tom Bombadil: and other verses from the Red Book [As Aventuras de Tom Bombadil: e outros versos do Livro Vermelho]. Londres: HarperCollins. ISBN 978-0-00-755727-1